# Nakladatelství Svojtka & Co
Svojtka & Co., někdy zkráceně Svojtka, je české rodinné nakladatelství, které se specializuje na vydávání dětských knih, obrazových publikací, cestovatelských průvodců a literatury zaměřené na vzdělávání. Od roku 2005 působí také na Slovensku.

## Historie
Nakladatelství bylo založeno v roce 1990 Václavem Svojtkou a Janem Vašutem pod názvem Svojtka a Vašut. Prvním projektem byla řada malých kuchařek, inspirovaných produkcí na knižním veletrhu ve Frankfurtu, které se prodávaly v novinových stáncích a knihkupectvích. Díky vysoké poptávce po komerční literatuře v Československu na začátku 90. let se první publikace prodávaly rychle, což umožnilo splatit počáteční náklady a pokračovat ve vydavatelské činnosti. Prvního vydaného titulu se nakonec prodalo přes 100 000 kusů, a stal se tak bestsellerem.[zdroj?]
V průběhu let se Václav Svojtka osamostatnil a založil rodinné nakladatelství Svojtka & Co., které se specializovalo na dětskou literaturu a non-fiction tituly. Nakladatelství si vybudovalo pevné vazby se světovými vydavateli a získalo významné postavení na českém a slovenském knižním trhu.[zdroj?]
Od svého vzniku vydalo nakladatelství Svojtka & Co. tisíce titulů, zaměřených na encyklopedie, pracovní sešity a beletrii pro děti, stejně jako cestovatelské průvodce Lonely Planet a obrazové publikace nejrůznějších tematických oblastí. Nakladatelství vydává knihy bez využívání státních dotací a grantů.

## Produkce
Během více než tří desetiletí své existence vydalo nakladatelství Svojtka & Co. přes 12 000 titulů v celkovém nákladu přes 40 milionů výtisků. Mezi nejúspěšnější publikace patří:
- Gruffalo (Julia Donaldson, ilustrace Axel Scheffler)
- Řady pracovních sešitů původem z Japonska: Kumon a Gakken Play Smart
- Hádej, jak moc tě mám rád! (Sam McBratney, ilustrace Anita Jeram)
- Průvodce a obrazové publikace Lonely Planet

Dlouhodobě se nakladatelství věnuje vydávání knih pro čtenáře a čtenářky od batolecího věku, včetně populární řady leporel s pohyblivými prvky pro rozvoj jemné motoriky. Pro předškolní a školní děti připravuje populárně-naučné encyklopedie s odklápěcími okénky převzaté například z britského nakladatelství Usborne. Témata zahrnují mj. zvířata, dinosaury, vesmír, stroje a lidské tělo.
Naučné knihy nakladatelství Svojtka & Co. pro starší školní děti se zaměřují nejen na vzdělání faktické, ale také sociální a emoční. Vydává knihy o vědeckých pokusech, počítačích, politice a financích, stejně jako o vztazích, bezpečnosti na internetu a zdraví fyzickém i psychickém. Celá řada jejich pracovních sešitů pro děti a metodických příruček pro rodiče vychází z pedagogického směru podle Marie Montessori. V neposlední řadě vydává dětskou beletrii.
Kniha The Beatles v písních a obrazech, originál vyšel ve dvou dílech v letech 1969 a 1971, česky vydal první díl v roce 1969 Panton. Revidovanou a kompletní podobu vydalo nakladatelství Svojtka v roce 2013.

## Kontroverze
Nemalou kontroverzi vyvolalo Nakladatelství Svojtka & Co., když vydalo tři nové knihy, které měly pomoci rodičům odpovědět na otázky dětí, na které se dospělým ne úplně lehce odpovídá, týkajících se hlavně sexuality. Největší kontroverze vyvolalal jedna z nich, kniha pro děti od 4 let Co to tam mám? (v originále Zizis et Zézettes) od Camille Laurensové. Například sexuolog Jaroslav Zveřina se vyjádřil takto: „Problematická je v některých pasážích. Pokud by se to dávalo rodičům k dovysvětlování, tak nic proti tomu. Ale v podobě, v jaké to je dětem prezentované, to jest od čtyř let výš, to tedy nevím.“ Spolumajitelka nakladatelství Mirka Svojtková na kritiku reagovala: „Zvažovali jsme pro a proti a oslovili i maminky na sociálních sítích. Vedly nás k tomu naše zkušenosti z minulosti. Takřka všechny reakce nás ale utvrzovaly v tom, že knihu smysl vydat má,“ s tím, že se kritika snesla pouze na tuto jednu knihu z výše zmíněné série.